# PSA DV4
Con la sigla PSA DV4 si intende un motori diesel di fascia bassa per uso automobilistico prodotto dal 2001 al 2015 da una joint venture tra il gruppo automobilistico francese PSA e il gruppo automobilistico statunitense Ford. Presso il costruttore statunitense, questo motore è conosciuto con la sigla DLD-414.

## Caratteristiche

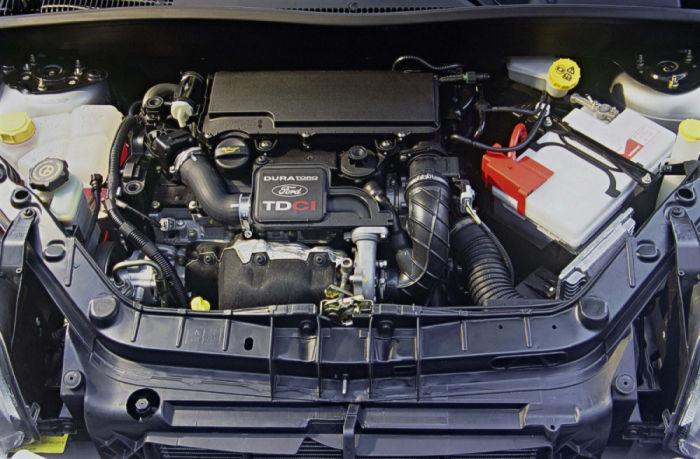
Un motore DLD-414 (noto con la sigla DV4 presso il gruppo PSA) montato sotto il cofano di una Ford Fusion europea

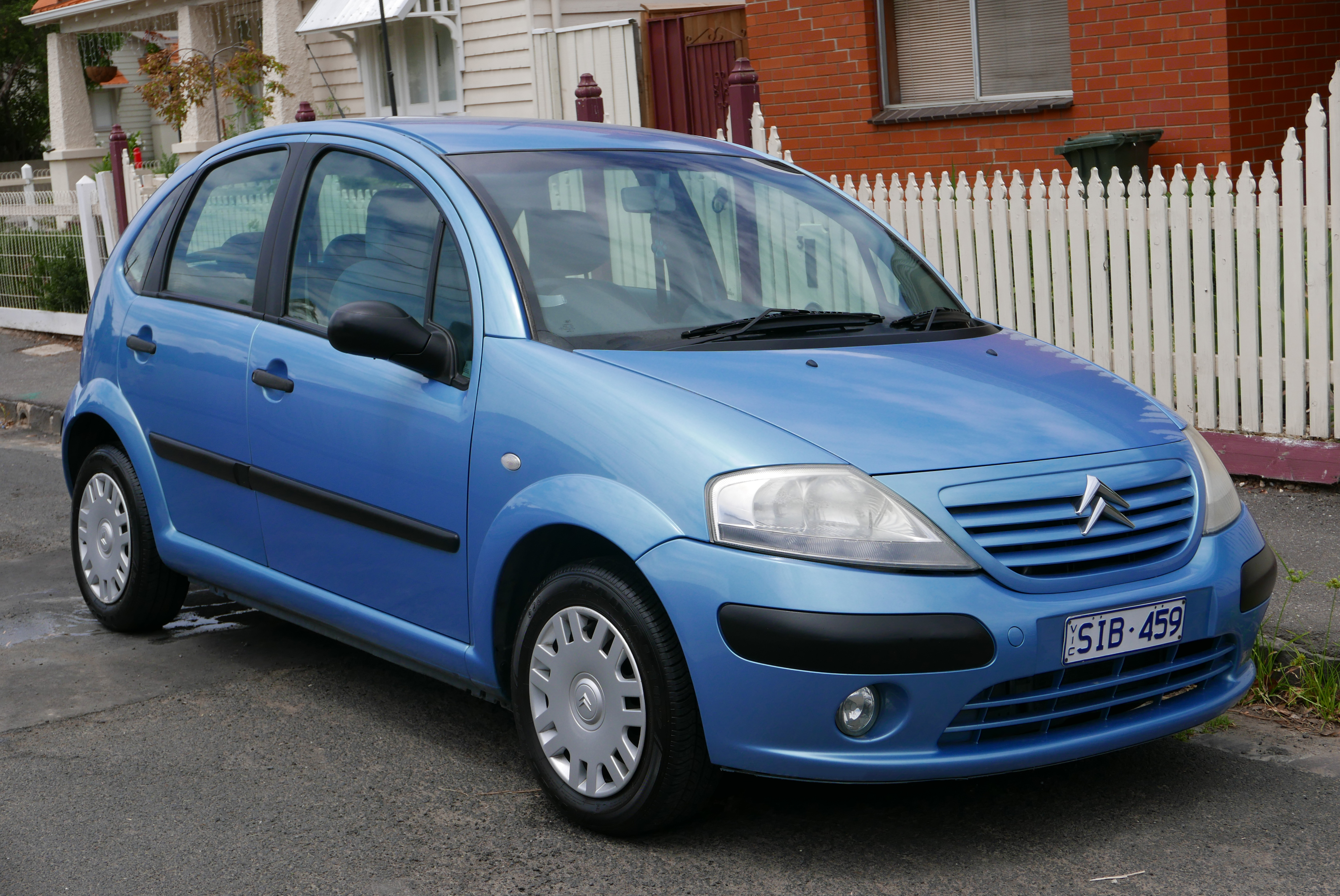
Tra le principali applicazioni del motore DV4 vi sono la prima generazione della Citroën C3...

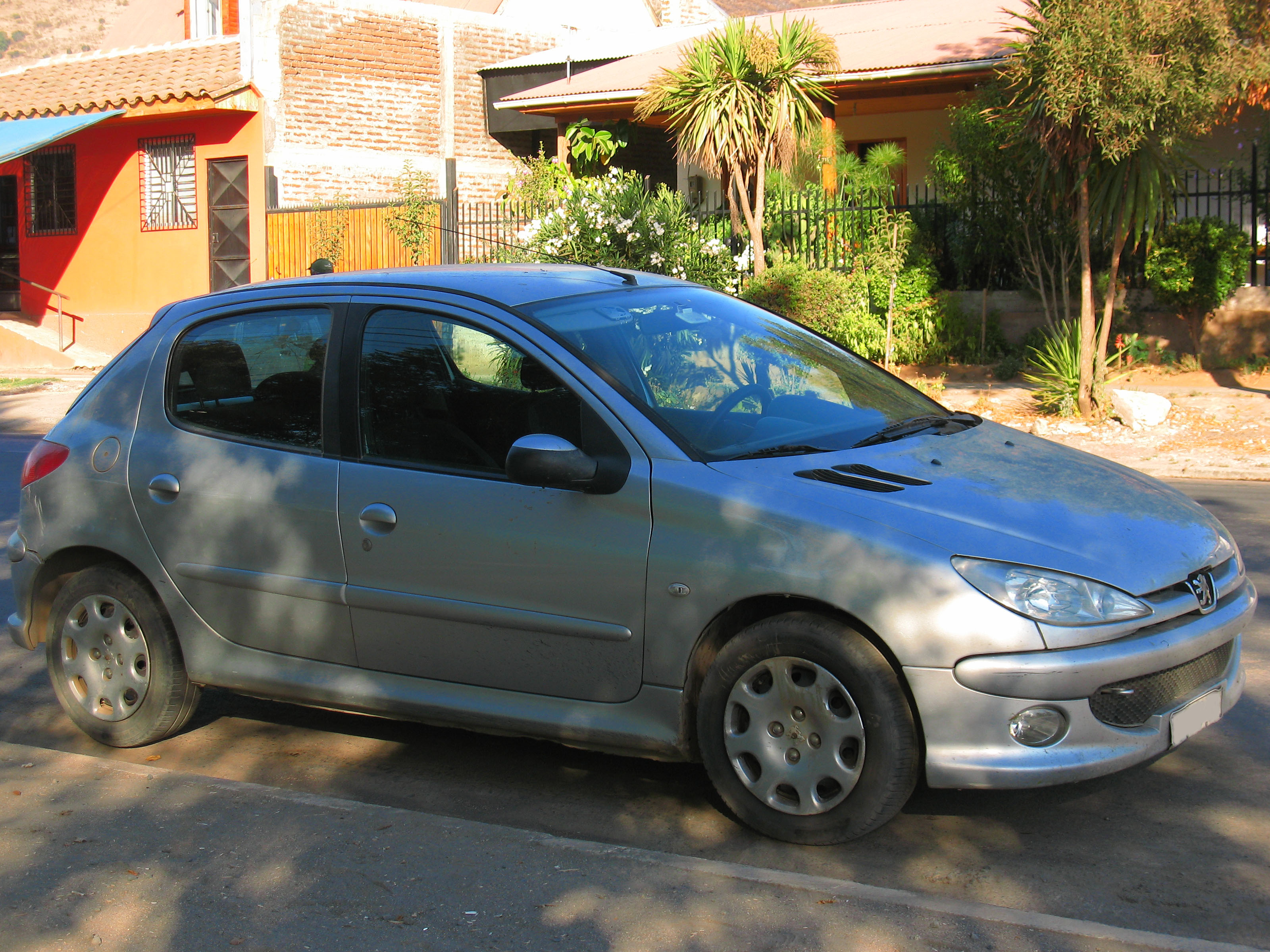
... e il best seller Peugeot di sempre, la 206.

Chiamato a sostituire le varianti aspirate del motore XUD da 1.9 litri, questo motore è il più piccolo fra i motori delle famiglie DV e DLD finora prodotti, ed è stato anche il primo fra i motori DV a debuttare. Inserito dal gruppo PSA fra i motori DV e dal gruppo Ford fra i motori DLD (a loro volta facenti parte della più grande famiglia di motori Duratorq), il motore DV4 era un motore turbodiesel a 4 cilindri in linea con tecnologia common rail, caratterizzato da misure di alesaggio e corsa pari a 73,7x82 mm, per una cilindrata complessiva di 1398 cm3. Si tratta quindi di un motore sottoquadro, in cui viene privilegiata prima di tutto l'erogazione della coppia motrice rispetto alla potenza pura e semplice. Caratterizzato dal massiccio impiego della lega di alluminio, sia per la testata che per il monoblocco. In genere dotato di distribuzione monoalbero in testa a due valvole per cilindro, anche se non manca una versione bialbero con testata plurivalvole. La sovralimentazione era in genere affidata a un turbocompressore KKK non coadiuvato da intercooler, ma ne è esistita anche una variante dotata di questo dispositivo, nella quale il turbocompressore è anche del tipo a geometria variabile. Va da sé, quindi, che sono esistite più varianti di questo piccolo motore. Presso il gruppo PSA Le versioni monoalbero hanno come sigla DV4TD, mentre l'unica variante bialbero (che è stata anche l'unica a montare l'intercooler) era siglata DV4TED4. Ecco di seguito le principali caratteristiche e applicazioni delle varianti DV4:
| Motore PSA DV4 / Ford DLD-414 |                                    |                                                                                       |                          |                |               |                                 |                    |
| Variante                      | Distribuzione                      | Alimentazione                                                                         | Rapporto di compressione | Potenza CV/rpm | Coppia Nm/rpm | Applicazioni                    | Anni di produzione |
| DV4TD                         | Monoalbero, 2 valvole per cilindro | Diesel common rail, turbocompressore senza intercooler                                | 17,9                     | 54/4000        | 130/1750      | Citroen C1 1.4 HDi              | 2005-10            |
| DV4TD                         | Monoalbero, 2 valvole per cilindro | Diesel common rail, turbocompressore senza intercooler                                | 17,9                     | 54/4000        | 130/1750      | Peugeot 107 1.4 HDi             | 2005-11            |
| DV4TD                         | Monoalbero, 2 valvole per cilindro | Diesel common rail, turbocompressore senza intercooler                                | 17,9                     | 54/4000        | 130/1750      | Toyota Aygo 1.4 HDi 8V          | 2005-07            |
| DV4TD                         | Monoalbero, 2 valvole per cilindro | Diesel common rail, turbocompressore KKK (1,1 bar) senza intercooler                  | 17,9                     | 68/4000        | 150/1750      | Peugeot 206 1.4 HDi             | 2001-09            |
| DV4TD                         | Monoalbero, 2 valvole per cilindro | Diesel common rail, turbocompressore KKK (1,1 bar) senza intercooler                  | 17,9                     | 68/4000        | 150/1750      | Peugeot 206 Plus 1.4 HDi        | 2009-12            |
| DV4TD                         | Monoalbero, 2 valvole per cilindro | Diesel common rail, turbocompressore KKK (1,1 bar) senza intercooler                  | 17,9                     | 68/4000        | 150/1750      | Peugeot 307 1.4 HDi             | 2001-05            |
| DV4TD                         | Monoalbero, 2 valvole per cilindro | Diesel common rail, turbocompressore KKK (1,1 bar) senza intercooler                  | 17,9                     | 68/4000        | 150/1750      | Citroën C2 1.4 HDi              | 2003-09            |
| DV4TD                         | Monoalbero, 2 valvole per cilindro | Diesel common rail, turbocompressore KKK (1,1 bar) senza intercooler                  | 17,9                     | 68/4000        | 150/1750      | Citroën C3 Pluriel 1.4 HDi      | 2003-10            |
| DV4TD                         | Monoalbero, 2 valvole per cilindro | Diesel common rail, turbocompressore KKK (1,1 bar) senza intercooler                  | 17,9                     | 68/4000        | 150/1750      | Citroën C3 1.4 HDi Airdream     | 2008-09            |
| DV4TD                         | Monoalbero, 2 valvole per cilindro | Diesel common rail, turbocompressore KKK (1,1 bar) senza intercooler                  | 17,9                     | 68/4000        | 150/1750      | Citroën Xsara 1.4 HDi           | 2003-06            |
| DV4TD                         | Monoalbero, 2 valvole per cilindro | Diesel common rail, turbocompressore KKK (1,1 bar) senza intercooler                  | 17,9                     | 68/4000        | 160/2000      | Peugeot 1007 1.4 HDi            | 2005-10            |
| DV4TD                         | Monoalbero, 2 valvole per cilindro | Diesel common rail, turbocompressore KKK (1,1 bar) senza intercooler                  | 17,9                     | 68/4000        | 160/2000      | Peugeot 207 1.4 HDi             | 2006-12            |
| DV4TD                         | Monoalbero, 2 valvole per cilindro | Diesel common rail, turbocompressore KKK (1,1 bar) senza intercooler                  | 17,9                     | 68/4000        | 160/2000      | Peugeot 207 Plus 1.4 HDi        | 03/2013-09/2013    |
| DV4TD                         | Monoalbero, 2 valvole per cilindro | Diesel common rail, turbocompressore KKK (1,1 bar) senza intercooler                  | 17,9                     | 68/4000        | 160/2000      | Peugeot 208 1.4 HDi e 1.4 e-HDi | 2012-15            |
| DV4TD                         | Monoalbero, 2 valvole per cilindro | Diesel common rail, turbocompressore KKK (1,1 bar) senza intercooler                  | 17,9                     | 68/4000        | 160/2000      | Peugeot 2008 1.4 HDi            | 03/2013-07/2015    |
| DV4TD                         | Monoalbero, 2 valvole per cilindro | Diesel common rail, turbocompressore KKK (1,1 bar) senza intercooler                  | 17,9                     | 68/4000        | 160/2000      | Peugeot Bipper 1.4 HDi          | 2007-10            |
| DV4TD                         | Monoalbero, 2 valvole per cilindro | Diesel common rail, turbocompressore KKK (1,1 bar) senza intercooler                  | 17,9                     | 68/4000        | 160/2000      | Citroën C3 Mk1 1.4 HDi          | 2002-09            |
| DV4TD                         | Monoalbero, 2 valvole per cilindro | Diesel common rail, turbocompressore KKK (1,1 bar) senza intercooler                  | 17,9                     | 68/4000        | 160/2000      | Citroën C3 Mk2 1.4 HDi          | 2009-15            |
| DV4TD                         | Monoalbero, 2 valvole per cilindro | Diesel common rail, turbocompressore KKK (1,1 bar) senza intercooler                  | 17,9                     | 68/4000        | 160/2000      | Citroën DS3 1.4 HDi             | 2010-14            |
| DV4TD                         | Monoalbero, 2 valvole per cilindro | Diesel common rail, turbocompressore KKK (1,1 bar) senza intercooler                  | 17,9                     | 68/4000        | 160/2000      | Citroën Nemo 1.4 HDi            | 2009-11            |
| F6JA                          | Monoalbero, 2 valvole per cilindro | Diesel common rail, turbocompressore senza intercooler                                | 17,9                     | 68/4000        | 160/2000      | Ford Fiesta Mk5 1.4 TDCi        | 2002-05            |
| F6JA                          | Monoalbero, 2 valvole per cilindro | Diesel common rail, turbocompressore senza intercooler                                | 17,9                     | 68/4000        | 160/2000      | Ford Fusion 1.4 TDCi            | 2002-05            |
| F6JA                          | Monoalbero, 2 valvole per cilindro | Diesel common rail, turbocompressore senza intercooler                                | 17,9                     | 68/4000        | 160/2000      | Mazda 2 Mk1 1.4 TD              | 2003-07            |
| F6JB                          | Monoalbero, 2 valvole per cilindro | Diesel common rail, turbocompressore senza intercooler                                | 17,9                     | 68/4000        | 160/2000      | Ford Fiesta Mk5 1.4 TDCi        | 2005-08            |
| F6JB                          | Monoalbero, 2 valvole per cilindro | Diesel common rail, turbocompressore senza intercooler                                | 17,9                     | 68/4000        | 160/2000      | Ford Fusion 1.4 TDCi            | 2005-10            |
| F6JB                          | Monoalbero, 2 valvole per cilindro | Diesel common rail, turbocompressore senza intercooler                                | 17,9                     | 68/4000        | 160/2000      | Mazda 2 Mk2 1.4 TD              | 2007-10            |
| F6JD                          | Monoalbero, 2 valvole per cilindro | Diesel common rail, turbocompressore senza intercooler                                | 17,9                     | 70/4000        | 160/1750-2500 | Ford Fiesta Mk6 1.4 TDCi        | 2008-12            |
| KVJA                          | Monoalbero, 2 valvole per cilindro | Diesel common rail, turbocompressore senza intercooler                                | 17,9                     | 70/4000        | 160/1750-2500 | Ford Fiesta Mk6 1.4 TDCi        | 2012-14            |
| DV4TED4                       | Bialbero, 4 valvole per cilindro   | Diesel common rail, turbocompressore KKK a geometria variabile, intercooler aria/aria | 17,9                     | 90/4000        | 200/1750      | Citroën C3 1.4 HDi 16V          | 2001-05            |
| DV4TED4                       | Bialbero, 4 valvole per cilindro   | Diesel common rail, turbocompressore KKK a geometria variabile, intercooler aria/aria | 17,9                     | 90/4000        | 200/1750      | Suzuki Liana 1.4 DDiS           | 2002-05            |

I motori DV4 sono stati via via tolti di produzione per la sua incompatibilità con le sempre più severe normative antinquinamento: la variante bialbero, per esempio, è stata tolta di produzione nel 2005 perché incompatibile con la normativa Euro 4, mentre la monoalbero è sopravvissuta per altri dieci anni, prima di essere cancellata dai piani produttivi del gruppo PSA per incompatibilità con la normativa Euro 6. Le varianti meno potenti furono gradualmente sostituite da varianti depotenziate del motore DV6. La Ford, nel frattempo (e più precisamente a partire dal 2012), aveva cominciato a sostituire sia questo motore che il motore DV6 con il nuovo 1.5 Duratorq, che farà da base per il motore DV5 prodotto invece dal gruppo PSA. 